# Canton de Saint-Geoire-en-Valdaine
Le canton de Saint-Geoire-en-Valdaine est une ancienne division administrative française située dans le département de l'Isère et la région Rhône-Alpes.

## Géographie
Ce canton était organisé autour de Saint-Geoire-en-Valdaine dans l'arrondissement de La Tour-du-Pin. Son altitude variait de 269 m (Voissant, au confluent de l'Ainan et du Guiers) à 925 m (Merlas) pour une altitude moyenne de 496 m. Il regroupait des ensembles naturels différents, avec le lac de Paladru à l'ouest, les collines du Dauphiné (confins des Terres Froides) et les contreforts du massif de la Chartreuse (à Merlas et Voissant, à l'est).
Les plus fortes déclivités étaient observées à Voissant (519 mètres entre l'altitude mini et maxi) et à Merlas (525 mètres).

## Histoire
- Lieu d'occupation humaine très ancien, la Valdaine (contraction de « Val d'Ainan », du nom de la rivière qui arrose toute l'étendue du territoire cantonal) est habitée à l'origine autour et sur le lac de Paladru (communes de Paladru et de Montferrat, qui sont à l'ouest du canton). Un village fortifié est en effet bâti au bord du lac en l'an 1003 (cf fouilles de colletière, Charavines). Une communauté, dite des Paysans-Chevaliers du Lac de Paladru, s'installe autour du lac. Au XIe siècle est édifiée l'église de Voissant, toujours visible aujourd'hui, ce qui en fait la plus ancienne église du Dauphiné. Au siècle suivant débute la construction de l'église de Saint-Geoire, chef-d’œuvre aujourd'hui classé (et restauré dernièrement).

À partir de l'époque moderne, la région de Saint-Geoire se caractérise par une forte résistance à l'influence huguenote, qui se développe autour de Grenoble. Saint-Geoire est un fief catholique et le restera : en 1590, une armée de 80 huguenots grenoblois armés d'arquebuses assaillent la Maison Forte de Saint-Geoire, qui résiste seule puis avec le concours des habitants de Virieu, conduits par leur châtelain.
Dès le XVIe siècle, l'histoire de la Valdaine est en effet dominée par le château de Longpra, sis au-dessus de Saint-Geoire. Le château de Longpra appartient à la même famille depuis 1536 (aujourd'hui habité par la comtesse de Franclieu dont l'époux, issu de la famille propriétaire, fut maire de Saint-Geoire de 2001 à 2007). Les douves et le pont-levis qui permet d'accéder au château témoignent de ce que fut la Maison-Forte de Longpra au Moyen Âge : une demeure austère et bien défendue.
Dès 1755, Pierre-Antoine Pascalis de Longpra, Conseiller au Parlement de Grenoble, fait réédifier la Maison Forte selon les canons architecturaux du Grand Siècle. Il recourt aux maçons et charpentiers de la Valdaine ainsi qu'au concours d'ébénistes venus de Grenoble. Le résultat est un ravissant château classique, adapté aux réceptions fastueuses de la noblesse dauphinoise.
Durant la Révolution, qui est d'ailleurs « née » en 1788 à Vizille, au sud de Grenoble, la Valdaine reste à l'écart de la tourmente, et est fidèle au catholicisme contre-révolutionnaire. Le Château de Longpra abrite le clergé non jureur, et la population environnante vient au château entendre clandestinement la messe.
En 1881, la vaste commune de Saint-Geoire est amputée de trois de ses hameaux qui sont érigés en communes : Massieu, Saint-Sulpice-des-Rivoires et Velanne. Enclave très rurale, la Valdaine voit cependant se développer au XIXe siècle, tout le long de l'Ainan, des usines spécialisées dans le textile.
Dans la seconde partie du XXe siècle, le canton est dominé par la personnalité d'André Chaize, conseiller général de 1949 à 1992. Le tourisme se développe autour du lac de Paladru. En 1995, deux communes de l'Est du canton, Merlas et Voissant, sont incluses dans le parc naturel régional de la Chartreuse, créé cette année-là. Le canton connaît une vigoureuse reprise de sa démographie. La Valdaine est aujourd'hui un espace naturel très verdoyant, le tourisme vert se développe, dominé par le lac de Paladru, le château de Longpra et le Parc naturel de la Chartreuse.
- De 1833 à 1848, les cantons de Pont-de-Beauvoisin et de Saint-Geoire avaient le même conseiller général. Le nombre de conseillers généraux était limité à 30 par département[1].

## Représentation

### Conseillers généraux de 1833 à 2015
| Période | Période          | Identité                                                            | Étiquette              | Qualité |
| ------- | ---------------- | ------------------------------------------------------------------- | ---------------------- | --- |
| 1833    | 1848             | Augustin Berlioz (1787-1859)                                        |                        | Banquier, négociant, maire de Pont-de-Beauvoisin |
| 1848    | 1851 (démission) | François Michal-Ladichère                                           | Républicain            | Avocat général près la Cour d'appel de Grenoble |
| 1851    | 1861 (décès)     | Vicomte Guillaume Dode de la Brunerie (1810-1861)                   |                        | Auditeur au Conseil d'État, ancien Sous-Préfet de Vienne |
| 1861    | 1871             | Ernest Ferrier de Montal                                            |                        | Propriétaire à Saint-Geoire |
| 1871    | 1883             | François Michal-Ladichère                                           | Républicain            | Avocat Sénateur (1876-1884) Président du Conseil Général (1871-1881) |
| 1883    | 1889             | Henri Michal-Ladichère (neveu du précédent) (1839-?)                | Républicain            | Entrepreneur en soieries à Saint-Geoire |
| 1889    | 1919             | André Michal-Ladichère (fils de F.Michal-Ladichère) (1843-?)        | Républicain            | Entrepreneur en soieries à Saint-Geoire |
| 1919    | 1937             | Victor-Albert Michal-Ladichère (1867-?) (fils d'H.Michal-Ladichère) | Rad.                   | Industriel en soieries à Saint-Geoire |
| 1937    | 1940             | Baron Albert-Joseph Pasquier de Franclieu (1885-1944)               | Républicain            | Directeur d'assurances Propriétaire du château de Longpra à Saint-Geoire-en-Valdaine Nommé membre de la Commission administrative départementale en 1941 Nommé conseiller départemental en 1943 |
|         |                  |                                                                     |                        | |
| 1945    | 1951             | Ferdinand Deschaux-Blanc (1912-2002)                                | Rad.                   | Maire de Saint-Geoire-en-Valdaine |
| 1951    | 1992             | André Chaize (1916-1997)                                            | SFIO puis DVG puis DVD | Maire de Saint-Geoire-en-Valdaine |
| 1992    | 2015             | André Gillet                                                        | UDF puis DVD           | Chef d'entreprise Maire de Charancieu jusqu'en 2008 |

### Conseillers d'arrondissement (de 1833 à 1940)
| Période                                  | Période      | Identité                   | Étiquette   | Qualité |
| ---------------------------------------- | ------------ | -------------------------- | ----------- | --- |
| 1833                                     | 1836         | François Xavier Dode       |             | Ancien notaire à Saint-Geoire-en-Valdaine, juge de paix                                                     |
| 1836                                     | 1848         | M. Perrin                  |             | Juge de paix à Saint-Geoire-en-Valdaine, propriétaire à Montferrat                                          |
|                                          |              |                            |             | |
| 1886                                     | 1894 (décès) | M. Perrin                  | Républicain | |
|                                          |              |                            |             | |
|                                          | 1940         | Émile Alleyron (1871-1949) | Radical     | Menuisier, cultivateur, maire de La Bâtie-Divisin                                                           |
| 1940                                     |              |                            |             | Les conseils d'arrondissement ont été suspendus par la loi du 12 octobre 1940 et n'ont jamais été réactivés |
| Les données manquantes sont à compléter. |              |                            |             | |

## Composition
Le canton de Saint-Geoire-en-Valdaine regroupait onze communes et comptait 9 463 habitants (recensement de 2006 sans doubles comptes).
| Nom                                  | Code Insee | Intercommunalité      | Superficie (km2) | Population (dernière pop. légale) | Densité (hab./km2) |
| ------------------------------------ | ---------- | --------------------- | ---------------- | --------------------------------- | ------------------ |
| Saint-Geoire-en-Valdaine (chef-lieu) | 38386      | CA du Pays voironnais | 16,73            | 2 397 (2014)                      | 143                |
| La Bâtie-Divisin                     | 38028      | CA du Pays Voironnais | 10,51            | 890 (2013)                        | 85                 |
| Charancieu                           | 38080      | CA du Pays voironnais | 5,53             | 725 (2014)                        | 131                |
| Massieu                              | 38222      | CA du Pays voironnais | 10,46            | 740 (2014)                        | 71                 |
| Merlas                               | 38228      | CA du Pays voironnais | 15,64            | 498 (2014)                        | 32                 |
| Montferrat                           | 38256      | CA du Pays voironnais | 12,26            | 1 746 (2014)                      | 142                |
| Paladru                              | 38292      | CA du Pays Voironnais | 11,64            | 1 154 (2014)                      | 99                 |
| Saint-Bueil                          | 38372      | CA du Pays voironnais | 3,81             | 704 (2014)                        | 185                |
| Saint-Sulpice-des-Rivoires           | 38460      | CA du Pays voironnais | 7,16             | 438 (2014)                        | 61                 |
| Velanne                              | 38531      | CA du Pays voironnais | 8,04             | 519 (2014)                        | 65                 |
| Voissant                             | 38564      | CA du Pays voironnais | 3,88             | 220 (2014)                        | 57                 |

## Démographie
| 1962  | 1968  | 1975  | 1982  | 1990  | 1999  | 2006  | 2011  | 2012  |
| ----- | ----- | ----- | ----- | ----- | ----- | ----- | ----- | ----- |
| 5 345 | 5 237 | 5 152 | 6 260 | 7 576 | 8 245 | 9 209 | 9 830 | 9 887 |